# Барышниковы
Барышниковы — несколько русских дворянских родов.
- Кирилл Борисович Барышников, испомещенный по Рязани в 1637 году, имел двух сыновей, Павла и Филимона, от которых и пошли две рано разделившиеся ветви Барышниковых. Род Барышниковых записан в VI часть родословных книг Саратовской и Рязанской губерний.

- Другой род Барышниковых происходит от артиллерии майора И. И. Барышникова (1789 год) и записан в I часть родословной книги Смоленской губернии[1]. Герб Ивана Барышникова внесён в третью часть Общего гербовника дворянских родов Всероссийской империи, где читаем: «Иван Иванов, сын Барышников, в 1770-м году за приращение казённого интереса произведён Титулярным советником; в 1774-м году определён на военную службу; 1784-го года Марта 19-го дня Артиллерии из Капитанов уволен от службы Артиллерии-Майором, и находясь в сем чине, 1789-го Июня в 13-й день пожалован на дворянское достоинство Дипломом, с коего копия хранится в Герольдии».

## Известные представители
- Барышников Матвей Иванович — московский дворянин в 1678 г.
- Барышников Авраам Иванович — московский дворянин в 1681-1692 г.
- Барышников Афанасий Юрьевич — стряпчий в 1692 г., стольник в 1695 г[2].
- Барышников, Иван Иванович — майор, построил в Москве церковь Варвары Великомученицы (1796 г.)[3], усадьбу Барышниковых в Москве (Мясницкая улица, 42), фамильную усадьбу в селе Алексино под Дорогобужем.
- Барышников, Василий Петрович — в 1821 г. поручик Семеновского полка; в 1840 г. генерал-майор по армии (с 1833 г. состоял по особым поручениям при московском военном генерал-губернаторе)[4].
- Барышников, Александр Александрович (8 августа 1877—1924) — русский инженер, архитектор-строитель, литератор, художник, театральный и общественный деятель. Представитель мастеров Петербургского модерна. В 1898 году окончил институт путей сообщения, после чего служил в Управлении водных и шоссейных сообщений и торговых портов. В 1910-е годы был членом Государственной думы, гласным Городской думы. В 1917 году — Комиссар почт и телеграфа, товарищ министра государственного призрения Временного правительства, в июле 1917 года управляющий этим министерством[5].